# Кармеліта (Ориндж-Волк)
Кармеліта (англ. Carmelita) — поселення на північному заході Белізу, в окрузі Ориндж-Волк, південніше адміністративного центру краю.

## Розташування
Кармеліта знаходиться на низовині Юкатанської платформи в серединній частині Белізу. Двома кілометрами східніше знаходиться велике прісноводне озеро Сапоте Лагуна. Місцевість навколо Кармеліти рівнинна, помережена невеличкими річками та болотяними озерцями, а село стоїть зовсім поруч із головною водною артерією округу — повноводною річкою Ріо-Нуево.

## Населення
Населення за даними на 2010 рік становить 1474 осіб. З етнічної точки зору, населення — це суміш: майя, метисів та креолів.
| Рік       | 2000 | 2010 |
| --------- | ---- | ---- |
| Населення | 788  | 1474 |

## Клімат
Кармеліта знаходиться у зоні тропічного мусонного клімату. Середньорічна температура становить +24 °C. Найспекотніший місяць — квітень, коли середня температура становить +26 °C. Найхолодніший місяць січень, з середньою температурою +21 °С. Середньорічна кількість опадів становить 3261 міліметрів. Найбільше опадів випадає у жовтні, у середньому 404 мм опадів, найсухіший — квітень, з 46 мм опадів.